# Srednie
Srednie är en kulle i Antarktis. Den ligger i Östantarktis. Australien gör anspråk på området. Toppen på Srednie är 24 meter över havet. Srednie ligger vid sjön Vetvistoe.
Terrängen runt Srednie är platt. Trakten är obefolkad. Det finns inga samhällen i närheten. 